# Виктор Алкснис
Виктор Имантович Алкснис (на руски: Виктор Имантович Алкснис) е съветски и руски политик от латвийски произход.
Депутат е в Държавната дума (2000 – 2007), председател на обществения съвет в подкрепа на „Руски марш“ и на партия Народен съюз.

## Биография
Алкснис е роден в град Таштагол, Кемеровска област на 21 юни 1950 година. Завършва специалност „военен инженер по електроника“ в Рижкото висше военно авиационно инженерно училище „Яков Алкснис“ През 1973 година.
През 1989 година е избран за депутат в СССР. През 1990 година е избран за депутат във Върховния съвет на Латвия, през октомври 1991 година губи своето място. Депутат в 3-та и 4-та Държавна дума на Русия (2000 – 2007).